# Deephouse
Deephouse is een substroming uit de housemuziek, die haar oorsprong vindt in Chicago.
Normaal gesproken heeft deephouse een langzamer tempo (120-125 bpm) dan de meeste andere housemuziek en er zijn dan ook vele jazz- of soulmuzieksamples in terug te vinden. Ook worden veel kenmerken uit de gospelmuziek gebruikt, bijvoorbeeld in de zangpartijen. De structuur van deephouse is vaak ook minimalistischer dan die van andere soorten housemuziek, met een simpeler gebruik van de drummachine. Er wordt dan ook veel door de dj zelf bepaald, door het gebruik van filters om bijvoorbeeld de basdrum er voor een paar maten uit te halen.

## Geschiedenis
De oorsprong van de deephouse ligt in de housescene van Chicago in de jaren tachtig. Naast stevige, donkere clubplaten produceerden mensen als Frankie Knuckles, Larry Heard en Marshall Jefferson meer ingetogen platen met een grote invloed uit soul. Zo ontwikkelde zich in de tweede helft van de jaren tachtig een aparte stroming die deephouse zou gaan heten. Vroege hits in het genre waren You used to hold me van Ralphi Rosario. Break 4 love van Raze en Tears van Frankie Knuckles. Acts als Adeva en Ten City vonden ook de brug met de garagehouse.
In de jaren negentig ontwikkelde deephouse zich vooral als undergroundgenre. Het bracht weinig grote hits voort zoals de hoofdstroming dat deed. Amerikaanse producers als Kerri Chandler, Moodymann, Romanthony en Nick Holder zorgden voor een niet aflatende stroom aan platen. Vanuit het VK werd het duo A Man Called Adam de belangrijkste vertegenwoordiger.
In de late jaren negentig beleefde deephouse weer een opleving dankzij een nieuwe generatie producers als Deep Dish, Ewan Pearson, Kings of Tomorrow en House of 909. Ook de verzamelreeks van Hed Kandi gaf producers een podium voor een groter publiek. Rond die tijd vond er tevens een splitsing plaats tussen het traditionele deephousegeluid en -stroom die door minimal werd geïnspireerd. Een voorbeeld hiervan was Isolée. Dit geluid werd rond 2005 populairder door Booka Shade. Voor het traditionelere geluid werd het label Naked Music een belangrijke leverancier.

## Artiesten, dj's en platenlabels
- Aaron-Carl Ragland
- A Man Called Adam
- Âme
- Bakermat
- Blondes
- Blue Six
- Booka Shade
- Chris Brann
- Coco Steel & Lovebomb
- Deep Dish
- DJ Deep
- Don Diablo
- Vikter Duplaix
- Dubtribe Sound System
- Frankie Knuckles
- Eric Kupper
- Hed Kandi
- Henri PFR
- House of 909
- Jori Hulkkonen
- Ian Pooley
- I:Cube
- Jovonn
- Kaskade
- Kerri Chandler
- Klangkarussell
- Klingande
- Kygo
- Larry Heard
- LoSoul
- Miguel Migs
- Mike Perry
- Moodymann
- Move D.
- Nick Holder
- Oliver Heldens
- Osunlade
- Theo Parrish
- Phonique
- Recloose
- Romanthony
- Shazz
- Swirl People
- Sam Feldt
- Swayzak
- Satoshi Tomiie
- Ron Trent
- Ultra Naté

Platenlabels van het genre Anjunadeep, Naked Music, Om Records, Spinnin' Deep en Peacefrog Records. Voorbeelden van deephousealbums van artiesten die bekend zijn door andere genres zoals The Martyr Mantras (1990) en Modernism: A New Decade (1998) van The Style Council.